# Helgaia serrana
Helgaia serrana är en kackerlacksart som beskrevs av Rocha e Silva och Guilherme A.M.Lopes 1976. Helgaia serrana ingår i släktet Helgaia och familjen småkackerlackor. Inga underarter finns listade i Catalogue of Life.